# ۵۷۱ (قمری)
۵۷۱ (قمری)، پانصد و هفتاد و یکمین سال در گاهشماری هجری قمری است. اول محرم این سال برابر با بیست و نهم ژوئیه سال ۱۱۷۵ میلادی است.